# Johan Lundblad
Johan Lundblad, född den 1 mars 1753 i Tönnersjö socken i Halland, död den 18 juni 1820 i Lund, var en svensk latinsk skald och klassisk filolog. 

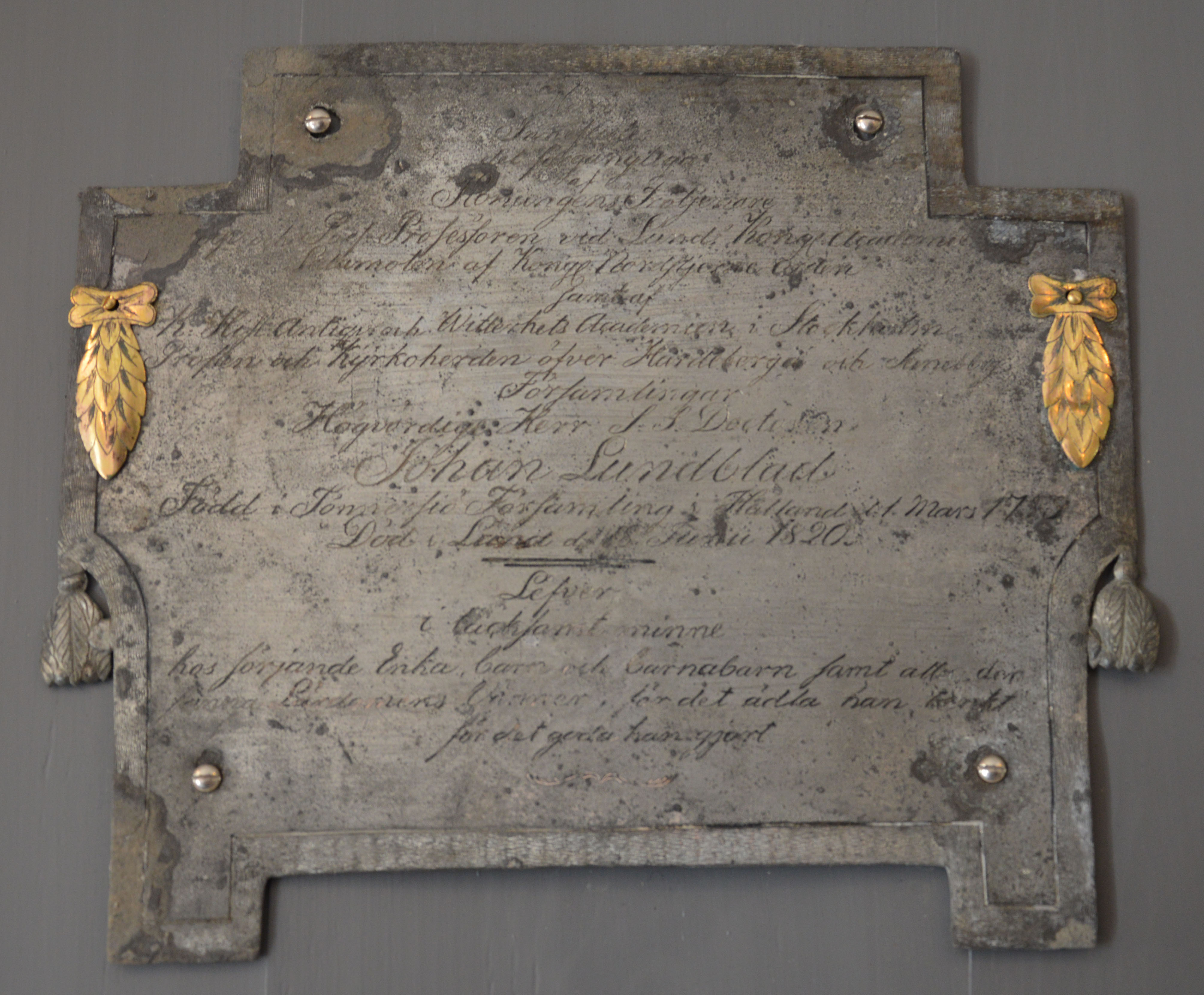
Johan Lundblads kistplåt bevarad i Hardeberga kyrka.

Lundblad var son till en fattig torpare och fick börja studera vid 17 års ålder. År 1774 blev han student vid Leipzigs universitet, där han studerade under Johann August Ernesti med understöd av förnäma gynnare och 1776 blev filosofie magister samt fortsatte därefter sina studier i vid Friedrichs-Universität i Halle an der Saale och Greifswalds universitet.
År 1779 kom han till Lund, där han 1781 blev docent och prästvigd, 1787 extra ordinarie och 1789 ordinarie professor i romersk vältalighet och poesi. År 1793 utnämndes han till kyrkoherde i S:t Peters Klosters och Norra Nöbbelövs församlingar samt 1800 till teologie doktor. Han var en framstående vältalare och skald i vergiliansk tonart och höjde avsevärt den akademiska undervisningen. År 1806 var han universitetets rektor och 1807–1814 inspektor för Smålands nation.
Lundblad inrättade i Lund en bokhandel och anlade ett boktryckeri, för vars privilegium han utfäste ett årligt pris att utdelas av Svenska Akademien (Lundbladska priset). Han vann 1792 Vitterhetsakademiens högsta pris för ett latinskt kväde över slaget vid Helsingborg och året därefter ett dylikt för en annan latinsk sång samt blev ledamot av nämnda akademi 1819. Samma år erhöll han ständig tjänstledighet. Hans efterlämnade skrifter utgöras av 64 disputationer samt av latinska tal och sånger, av vilka en samlad upplaga, Poëmata et orationes (I, 1821), började utges av hans son, Johan Fredrik af Lundblad.
Lundbladska priset instiftades 1799 och delades ut av Svenska Akademien fram till 1833.
Johan Lundblads pris instiftades 2013 av Svenska Akademien. Priset avser att belöna "ett förtjänstfullt och av god stilkonst präglat arbete inom äldre historia eller klassisk filologi."